# يوميات طفل مستضعف: الرحلة الطويلة (فلم)
يوميات طفل مستضعف: الرحلة الطويلة (بالإنجليزية: Diary of a Wimpy Kid: The Long Haul) هو فيلم عائلي كوميدي أمريكي، أنتج سنة 2017. الفيلم يجسد رواية الأطفال التي تحمل نفس اسم الفيلم، وهي من تأليف جيف كيني. الفيلم من إخراج ديفيد باورز ومن بطولة الطفل جاسون دروكر وأليسيا سيلفرستون.

## القصة
يحكي الفيلم قصة عائلة تذهب برحلة طويلة عبر الريف الأمريكي لزيارة الجدة ميمي في عيد ميلادها الـ90. وخلال الرحلة تواجه العائلة صعوبات كختلفة أهمها منع الأطفال من استخدام الأجهزة المحمولة والإنترنت من قِبل الأم، وفي سياق الفيلم تحدث العديد من المواقف المضحكة والصعبة، والتي تنتهي أخيراً بنجاح العائلة من الوصول لحفلة عيد الميلاد بالوقت المناسب.و بطريقة مضحكة.

## وصلات خارجية
- يوميات طفل مستضعف: الرحلة الطويلة على موقع IMDb (الإنجليزية)
- يوميات طفل مستضعف: الرحلة الطويلة على موقع ميتاكريتيك (الإنجليزية)
- يوميات طفل مستضعف: الرحلة الطويلة على موقع روتن توميتوز (الإنجليزية)
- يوميات طفل مستضعف: الرحلة الطويلة على موقع نتفليكس (الإنجليزية)
- يوميات طفل مستضعف: الرحلة الطويلة على موقع قاعدة بيانات الأفلام العربية
- يوميات طفل مستضعف: الرحلة الطويلة على موقع ألو سيني (الفرنسية)
- يوميات طفل مستضعف: الرحلة الطويلة على موقع Turner Classic Movies (الإنجليزية)
- يوميات طفل مستضعف: الرحلة الطويلة على موقع أول موفي (الإنجليزية)
- يوميات طفل مستضعف: الرحلة الطويلة على موقع بوكس أوفيس موجو (الإنجليزية)
- يوميات طفل مستضعف: الرحلة الطويلة على موقع فيلمافينيتي (الإسبانية)